# NGC 6330
NGC 6330 est une vaste galaxie spirale barrée située dans la constellation d'Hercule. Sa vitesse par rapport au fond diffus cosmologique est de 8 666 ± 3 km/s, ce qui correspond à une distance de Hubble de 127,8 ± 9,0 Mpc (∼417 millions d'al). NGC 6330 a été découverte par l'astronome français Édouard Stephan en 1880.
La classe de luminosité de NGC 6330 est II et elle présente une large raie HI. Selon la base de données Simbad, NGC 6330 est une radiogalaxie .
À ce jour, quatre mesures non basées sur le décalage vers le rouge (redshift) donnent une distance de 125,500 ± 16,330 Mpc (∼409 millions d'al), ce qui est à l'intérieur des valeurs de la distance de Hubble.